# Fanta Magic 2005
Fanta Magic 2005 is een studioalbum van Ron Boots. Het is een cd-r uitgegeven voor het Fanta Magic festival over fantasy gehouden in Nieuwegein op 11 en 12 juni. Het album bevat vijf nieuwe tracks en twee live-uitvoeringen van eerder verschenen werk. 

## Musici
- Ron Boots – synthesizers, elektronica

## Muziek
| Nr. | Titel                    | Duur  |
| --- | ------------------------ | ----- |
| 1.  | Different stories (live) | 13:44 |
| 2.  | Felagund (nieuw)         | 7:25  |
| 3.  | Opus Dei (nieuw)         | 6:04  |
| 4.  | Grainy tempel (nieuw)    | 9:08  |
| 5.  | Thinuviel (nieuw)        | 6:06  |
| 6.  | Tainted bare skin (live) | 12:06 |
| 7.  | Gaelic Gothic (nieuw)    | 5:30  |